# Anomala nitescens
Anomala nitescens är en skalbaggsart som beskrevs av Bates 1888. Anomala nitescens ingår i släktet Anomala och familjen Rutelidae. Inga underarter finns listade i Catalogue of Life.